# إدوارد بنوا
إدوارد بنوا هو سياسي كندي، ولد في 26 نوفمبر 1918، وتوفي في 22 يناير 1991. انتخب عضو الجمعية التشريعية ألبرتا.